# Districtul Sárvár
Sárvár (în maghiară Sárvári járás) este un district în județul Vas, Ungaria.
Districtul are o suprafață de 685,46 km2 și o populație de 38.862 locuitori (2013).